# Abstrait et concret
Abstrait et concret sont des classifications qui dénotent si un terme décrit un objet sans ou avec référent physique. Elles sont le plus couramment utilisées en philosophie et en sémantique. Les objets abstraits sont parfois appelés abstracta (sing. abstractum) et les objets concrets concreta (sing. concretum). Un objet abstrait est un objet qui n'existe pas en aucun moment ou endroit particulier mais existe plutôt comme type de chose, c'est-à-dire une idée ou abstraction. Le terme « objet abstrait » passe pour avoir été forgé par Willard Van Orman Quine. L'étude des objets abstraits est appelée théorie de l'objet abstrait.

## En philosophie
La distinction type-signe identifie des objets physiques qui sont les signes d'un type particulier de chose. Le « type » dont il est une partie, est en soi un objet abstrait. La distinction abstrait-concret est souvent présentée et initialement comprise en termes d'exemples paradigmatiques d'objets de chaque type :
| Abstrait                              | Concret                      |
| Tennis                                | Une partie de tennis         |
| Rougeur                               | La couleur rouge d'une pomme |
| Cinq                                  | Cinq voitures                |
| Justice                               | Une action juste             |
| Humanité (la propriété d'être humain) | Humanité (la race humaine)   |

Les objets abstraits ont souvent suscité l'intérêt des philosophes parce qu'ils posent des problèmes pour les théories populaires. En ontologie, les objets abstraits sont considérés comme problématiques pour le physicalisme et certaines formes de naturalisme. Historiquement, le plus important différend ontologique relativement aux objets abstraits a été le problème des universaux. En épistémologie, les objets abstraits sont considérés problématiques pour l'empirisme. Si les abstracta manquent de pouvoirs causaux ou de localisation spatiale, comment les connaissons-nous? Il est difficile de dire comment ils peuvent affecter nos expériences sensorielles et pourtant nous semblons d'accord sur un large éventail d'allégations à leur sujet. Certains, comme Edward N. Zalta et sans doute Platon dans sa théorie des formes, ont jugé que les objets abstraits constituent la définition de l'objet de la métaphysique ou de la réflexion philosophique d'une façon plus large. Dans la mesure où la philosophie est indépendante de la recherche empirique, et dans la mesure où les questions empiriques n'informent pas les questions relatives aux abstracta, la philosophie semble particulièrement adaptée pour répondre à ces dernières questions.

### Objets abstraits et causalité
Une autre proposition populaire pour établir la distinction abstrait-concret soutient qu'un objet est abstrait s'il manque de pouvoir causal. Un pouvoir causal a la capacité d'affecter causalement quelque chose. Ainsi l'ensemble vide est-il abstrait parce qu'il ne peut agir sur d'autres objets. Un problème pour ce point de vue est que l'on ne sait pas exactement ce que signifie « posséder un pouvoir causal ». Pour une exploration plus détaillée de la distinction abstrait-concret, suivez le lien ci-dessous vers l'article de la Stanford Encyclopedia of Philosophy.

## Pensée concrète et abstraite
Jean Piaget emploie les termes « concret » et « formel » pour décrire les différents types d'apprentissage. La pensée concrète implique faits et descriptions des objets tangibles quotidiens tandis que la pensée abstraite (formelle opérationnelle) implique un processus mental.
| Idée concrète                                                | Idée abstraite                                                                       |
| ------------------------------------------------------------ | ------------------------------------------------------------------------------------ |
| Les choses lourdes coulent.                                  | Elles couleront si leur densité est supérieure à la densité du liquide.              |
| Vous inspirez de l'oxygène et expirez du dioxyde de carbone. | L'échange de gaz a lieu entre l'air dans les alvéoles et le sang.                    |
| Les plantes puisent l'eau par leurs racines.                 | L'eau se diffuse à travers la membrane cellulaire des cellules ciliées de la racine. |

## Entités quasi-abstraites
Un certain intérêt philosophique dans le développement d'une troisième catégorie d'objets appelés quasi-abstraits est récemment apparu. Les objets quasi-abstraits ont attiré une attention particulière dans les domaines de l'ontologie sociale et de la documentalité (en). Il a été défendu que la sur-adhésion à la dualité platonicienne du concret et de l'abstrait a conduit à une grande catégorie d'objets sociaux ayant été négligés ou rejetés comme inexistants car ils présentent des caractéristiques que la dualité traditionnelle entre le concret et l'abstrait a considéré comme incompatibles. En particulier, la capacité d'avoir une localisation temporelle mais pas de localisation spatiale et de posséder un agencement causal (ne serait-ce qu'en agissant à travers des représentants). Ces caractéristiques sont exposées par un certain nombre d'objets sociaux, y compris les états du système juridique international.

## Source de la traduction
- (en) Cet article est partiellement ou en totalité issu de l’article de Wikipédia en anglais intitulé « Abstract and concrete » (voir la liste des auteurs).